# Frangula alnus
La frangola (Frangula alnus Mill., 1768) è una pianta arborea, appartenente alla famiglia delle Ramnacee, originaria dell'Europa e dell'Asia.

## Descrizione

### Portamento
Arbusto alto fino a 4–5 m (in media 2–3 m) generalmente con pochi rami alterni sviluppati per lo più alle estremità.

### Foglie
Le foglie sono alterne caduche, con un picciolo più lungo delle stipole che sono lunghe 4–7 cm, lamina ovato ellittica, ottusa o più spesso acuminata, con 8 nervi per lato e margine intero. Adulte sono glabre da giovani leggermente pelose come i giovanissimi rami e gemme. Le stipole brevi e strette cadono prestissimo.

### Fiori
I fiori sono piccoli raccolti in fascetti ascellari di 2-6, ermafroditi piccoli 3–4 mm, perigini, con ricettacolo glabro imbutiforme e 5 sepali glabri e biancastri. I petali sono 5 anch'essi bianchicci e concavi più piccoli dei sepali. Ogni petalo ha 5 stami. ovario a 3 logge con stilo unico. Nei terreni umidi i rami si accrescono tutta l'estate e portano fiori all'ascella di ogni foglia, quindi nel periodo estivo si possono trovare su ogni ramo dalla estremità boccioli, fiori, frutti verdi poi rossi poi neri. Nei luoghi asciutti la pianta fiorisce solo a primavera.

### Frutti
Il frutto maturo è una piccola drupa nero-bluastra di 6–7 mm, sferica, un po' più larga che lunga, con un seme per loggia di colore giallo, quasi rotondo, appiattito, con un tegumento coriaceo.

### Corteccia
La corteccia è grigio violacea o grigio piombo, con numerose lenticelle bianco grigiastre rotonde nei rami giovani e allungate trasversalmente nei vecchi.

### Specie simili
Può essere confusa con:
- Rhamnus alpina: tuttavia quest'ultima ha corteccia grigio-bruna, con poche lenticelle talvolta anche grandi. La pianta è più ramificata, con foglie seghettate, e con una dozzina di nervi per lato, ha fiori dioici verdognoli.
- Rhamnus carniolica
- Rhamnus rupestris: più diffusa nel Carso, con un portamento più basso e compatto, cespugli quasi emisferici, foglie più piccole e quasi rotonde, più dure, con piccolissimi denti al margine, e spesso un po' pelose da adulte.

In generale, le cortecce di tutti questi Rhamnus hanno il sughero rossiccio ma con tonalità più tendenti al giallo o al rosso mattone e si possono ritenere più che surrogati della vera Frangora.
- Cornus sanguinea simile nella foglia, ma ha la corteccia rossa nei rami giovani e grigia chiara nei vecchi, senza lenticelle.

## Distribuzione e habitat
Predilige terreni umidi e sabbiosi, nei boschi di pianura o di montagna, lungo le rive dei fiumi o delle paludi, nei terreni asciutti assume un portamento più compatto.

## Principi attivi
La corteccia contiene antrachinoni, glicofrangullina, frangullina, ramnoxantina, ramnocerina, acido arachinico, altre sostanze amare, si ritiene possibile la presenza di una tossina la ramnotossina.

## Usi
Il carbone ottenuto dalla Frangola è quello a più rapida combustione che si conosca.
Per questo, viene utilizzato, soprattutto in Svizzera e nei paesi dell'Est Europa, per produrre polvere da sparo.
Nel bolognese venivano utilizzati i rametti per produrre cannucce per pipa. In fitoterapia viene utilizzata la corteccia essiccata a scopi lassativi e contro le infiammazioni intestinali.
La linfa può essere utilizzata come collutorio contro afte o stomatiti. La corteccia fresca o non ben essiccata, come pure le bacche, se ingerite in grossa quantità, hanno effetti collaterali quali vomito, coliche e altri leggeri sintomi da avvelenamento.